# Eunidia theresae
Eunidia theresae là một loài bọ cánh cứng trong họ Cerambycidae.